# Jōmon
Jōmon (japanska: 縄文時代?, Jōmon-jidai) var en stenålderskultur i Japan som uppstod vid den senaste istidens slut runt år 10 000 f. Kr. Den var en mesolitisk och neolitisk halvbofast jakt- och samlarkultur. 

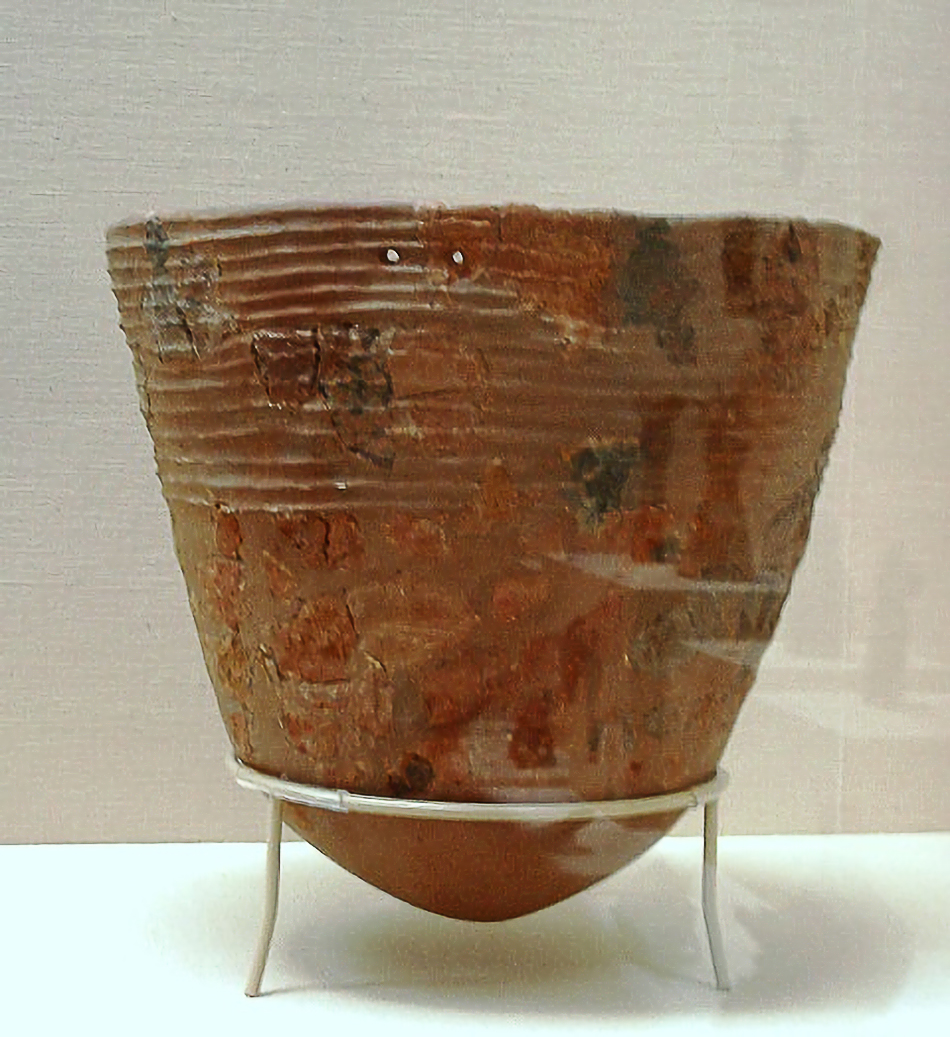
Kruka i lergods från världens tidigaste belagda krukmakeri, Begynnande Jōmon (10000-8000 f.Kr.), Tokyo National Museum, Japan.

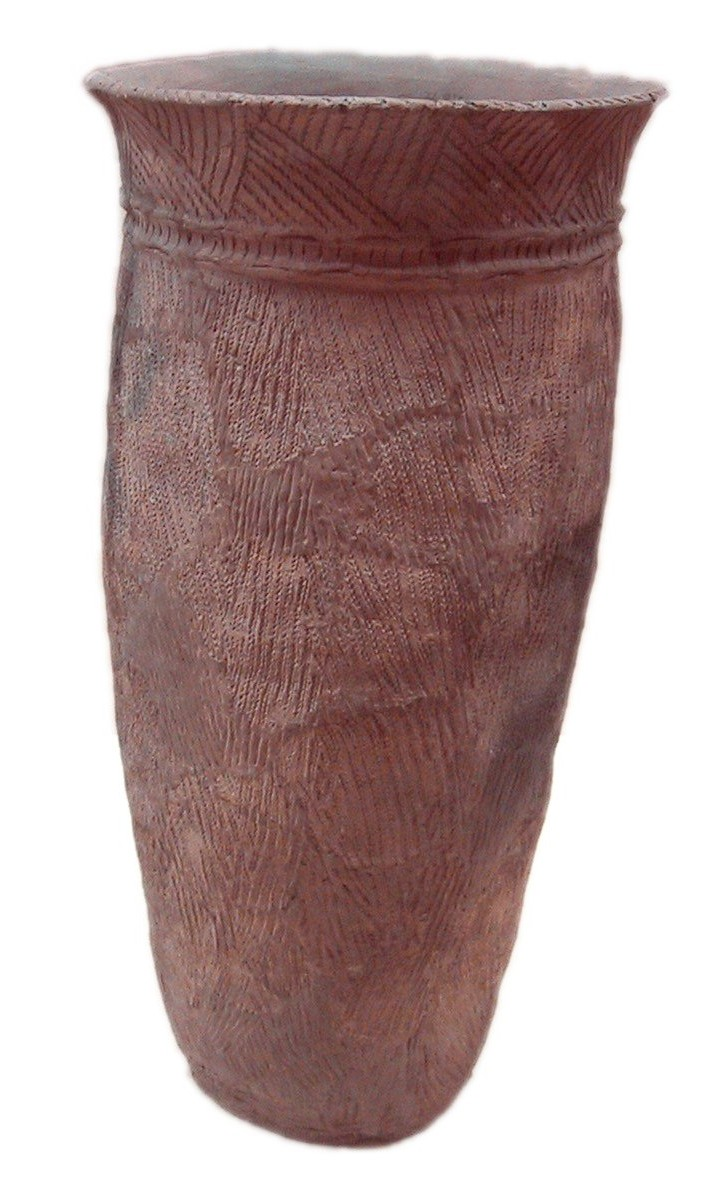
En vas med repmönster Medel Jōmon 5000-4000 f.Kr

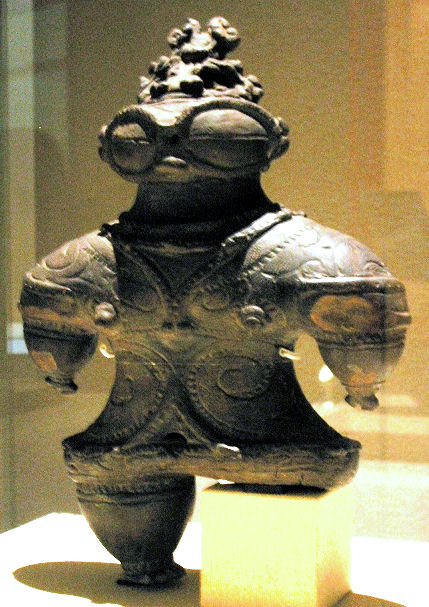
Statyett, Slutlig Jōmon (1000 f.Kr-400 f.Kr), Tokyo National Museum, Japan.

Jōmon betyder repmönster, och perioden namngavs efter de krukor som påträffats från denna tid. Keramiken från Jōmonperioden är den äldsta som hittills har hittats i världen. Den dekorerades med tvinnande fibrer som trycktes in i den fuktiga leran. Keramiken verkar ha tillkommit utan påverkan från andra kulturer.
Jōmonfolket var nomader och livnärde sig främst på fisk, skaldjur, nötter och växter. Inåt land förekom dock också jakt, där det vanligaste vapnet var spjut, men även enklare pilbågar förekom. Antagligen var Jōmonfolket förfäder till Japans ursprungsbefolkning Ainu. En annan uppfattning är att folket på Okinawa skulle vara deras sentida ättlingar. Människofynd från perioden visar att dekorativ filning och utdragning av tänder förekom, en företeelse som indikerar att livet var organiserat enligt någon form av stamsamhälle. Utifrån skelett som från tidig Jōmonperiod har man fastställt att medellivslängden var ungefär 30 år, denna livslängd ökade inte förrän ris blev en basföda. De områden där flest rester från Jōmonperioden har upptäckts är regionen Kanto och nordvästra Kyushu.

## Jōmon-perioder
Japanerna har ett eget officiellt tideräkningssystem, nengō, vilket gör en jämförelse med gängse västerländsk kronologi besvärlig. Perioderna blir relativt korta (i modern tid motsvarar de en kejsares ämbetstid, tidigare byttes de av fler skäl). Varje period har ett eget namn. För tidigare historia, då periodnamn saknas, använder man sig officiellt av den internationellt vedertagna Gregorianska kalenderns kronologi. Vid sidan om de godtagna perioderna förekommer inofficiella så kallade shinengō-system. Ett sådant shinengō kan illustreras med utgångspunkt från Jōmonperiodens indelning:
Lista över Jōmon-perioder
| Period           | gängse skrivning      | Jōmon-era       |
| Jōmon Gannen     | 10000 f.Kr.           | 1 JE            |
| Begynnande Jōmon | 10000 – 7500 f.Kr.    | 1 – 2500 JE     |
| Initial Jōmon    | 7500 – 4000 f.Kr.     | 2501 – 6000 JE  |
| Tidig Jōmon      | 4000 – 3000 f.Kr.     | 6001 – 7000 JE  |
| Medeljōmon       | 3000 – 2000 f.Kr.     | 7001 – 8000 JE  |
| Sen Jōmon        | 2000 – 1000 f.Kr.     | 8001 – 9000 JE  |
| Slutlig Jōmon    | 1000 – 300 f.Kr.      | 9001 – 9700 JE  |
| Japan grundas    | 660 f.Kr.             | 9341 JE         |
| Yayoi-perioden   | 250 f.Kr. – 250 e.Kr. | 9751 – 10250 JE |

Jōmon-räkningen har inte rönt något officiellt erkännande utan reserverats för forskares privata bruk. Men det kan noteras att den har samma utgångspunkt som en annan föreslagen kalenderreform, Holocen era. Båda systemen har tagit fasta på att det är under denna tid som människans nuvarande civilisation vuxit fram. Ett årtal i västerländsk tideräkning översätts enkelt genom att siffran 1 läggs till framför årtalet.
Enligt traditionell japansk mytologi grundades Japan år 660 f.Kr. av kejsar Jimmu. En tidigare officiell japansk tideräkning utgår ifrån detta år.